# Wegen in Ghana
Het wegennet van Ghana vormt een netwerk met een lengte van 40.186 kilometer. Hiervan is ongeveer 10.000 kilometer verhard.
De doorgaande wegen worden sinds 1974 onderhouden door de Ghana Highway Authority. Dit overheidsorgaan beheert ongeveer een derde van het wegennet van Ghana.

## Bewegwijzering
De bewegwijzering bestaat uit blauwe borden met witte letters. Wegnummers worden met prefix in platte tekst weergegeven.

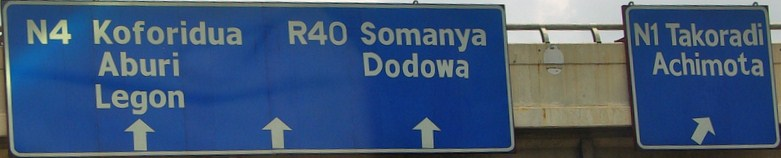
Bewegwijzering in Accra

## Autosnelwegen
Het land heeft twee autosnelwegen, die beide in de omgeving van de hoofdstad Accra liggen.
- Accra - Tema Motorway
- George Walker Bush Motorway.

## Wegnummering
De wegnummering van Ghana bestaat uit drie lagen: de nationale wegen (Engels: National Roads), de interregionale wegen (Engels: Inter-Regional Roads) en de regionale wegen (Engels: Regional Roads).
De nationale wegen verbinden de belangrijkste steden met elkaar en met het buitenland. Ze worden aangeduid met het prefix N. De interregionale wegen verbinden regionale centra in verschillende regio's met elkaar. Deze wegen worden aangeduid met het prefix IR. De laatste categorie, de regionale wegen, vormen een netwerk dat kleinere steden met elkaar en met de nationale wegen verbindt. De belangrijke regionale wegen worden aangeduid met het prefix R gevolgd door twee cijfers, de minder belangrijke met een R gevolgd door drie cijfers.
De nationale en interregionale wegen zijn in een schaakbordpatroon genummerd. De oneven nummers lopen van oost naar west en de even nummers van noord naar zuid.
Autosnelwegen worden niet apart genummerd. Ze vallen onder een van de drie categorieën. Op dit moment zijn beide autosnelwegen onderdeel van een nationale weg: de N1.